# 余思達
余思達（1989年10月17日—），台灣男藝人，通過《大學生了沒》出道，後來成為民視鳳凰藝能簽約藝人，活躍於各大綜藝節目。2022年，余思達與藝人牟韻潔結婚。

## 電視劇
| 年份   | 播出頻道 | 劇名                     | 飾演             | 備註 |
| 2016年 | 民視     | 《廉政英雄》——誰是繼承人 | 陳冠偉（Charlie) |      |
| 2020年 | 民視     | 《無主之子》             | 阮昌文           |      |
| 2020年 | 民視     | 《多情城市》             | 金昱泉           |      |
| 2022年 | 民視     | 《黃金歲月》             | 豆漿             |      |
| 2023年 | 民視     | 《新台灣奇案》——思想起   | 丘達             |      |
| 2023年 | 民視     | 《市井豪門》             | 小馬             |      |

## 綜藝節目
| 頻道 | 節目名稱       |
| 華視 | 亞洲天團爭霸戰 |
| 中天 | 大學生了沒     |
| 台視 | 鑽石夜總會     |
| 公視 | 爸媽冏很大     |
| 民視 | 民視第一發發發 |
| 民視 | 綜藝大集合     |
| 民視 | 綜藝新時代     |